# セブ日本人会
セブ日本人会（セブにほんじんかい、英語:THE JAPANESE ASSOCIATION CEBU, INC.）は、フィリピンのセブ島に存在する日本人会。1982年設置。

## 概要
セブ日本人会は、会員相互の親睦と日比間の友好親善を目的とする諸事業を行う。また、セブ日本人補習授業校を運営し、会報「セブ島通信」の発行を行う。
2014年の会員数は270名。

## 歴史
- 1982年9月3日 - 設立。会長は加藤哲也、副会長は高橋正徳。当時のセブ島には約30人の在留日本人がいた[1]。
- 1983年1月 - 第二回総会開催、25名が出席。この時点で会則、会報発行準備、補習校開設申請が承認されるなど、現在の日本人会の骨格が既に出来上がる[1]。
- 2002年7月 - マンダウエ市に移転[2]。
- 2012年8月 - 在セブ出張駐在官事務所（現・在セブ日本国総領事館）が中心となり、セブ日本人商工会、 セブ日本人旅行業組合、JICA、国際交流基金とともにジャパン・フェスティバル2012を共催。和太鼓、阿波踊りが実演された[1]。

## 会員
ビサヤ地域在住の日本国籍所持者及び日系法人

## 所在地
5th/F Clotilde Commercial Center,M.L. Quezon St., Casuntingan, Mandaue City 6014

## セブ日本人補習授業校
セブ日本人補習授業校は、セブ日本人会が運営する補習授業校である。マンダウエ市にある、セブ日本人会と同じ建物に入っている。
1983年4月、「セブ補習校」として正式に発足。発足時の規模は幼稚部7人、小学部6人、講師2人であった。
発足当初は教室が一定せずに個人宅や修道院などを転々としたが、1991年にセブ市に恒常的な教室を確保。2002年に現在地に移転した。2002年、校名を「セブ日本人補習授業校」に改める。マニラ日本人学校からの巡回指導授業を年2回受ける。
2013年には生徒児童数が113名を数え、それまでで最多となった。